# Gratwein
Gratwein là một đô thị thuộc huyện Graz-Umgebung bang Steiermark, nước Áo. Đô thị Gratwein có diện tích 4,55 km², dân số thời điểm cuối năm 2005 là 3587 người.